# A House of Dynamite
A House of Dynamite är en amerikansk thriller- och dramafilm som är planerad att ha premiär på Netflix den 24 oktober 2025. Den är regisserad av Kathryn Bigelow, med manus skrivet av Noah Oppenheim.

## Handling
Filmen handlar om Vita husets personal som kämpar med ett förestående robotanfall riktat mot Amerika.

## Rollista (i urval)
- Idris Elba
- Rebecca Ferguson
- Gabriel Basso
- Jared Harris
- Tracy Letts
- Anthony Ramos
- Jonah Hauer-King
- Moses Ingram
- Greta Lee
- Jason Clarke
- Brian Tee
- Brittany O'Grady
- Gbenga Akinnagbe
- Willa Fitzgerald
- Renée Elise Goldsberry
- Kyle Allen
- Kaitlyn Dever
- Abubakr Ali